# Канада на Зимским олимпијским играма 1932.
Канада је учествовала на другим по реду Зимским олимпијским играма одржаним 1932. године у Лејк Плесиду, САД. То су биле треће Зимске игре на којима су учествовали канадски спортисти. Канада је учествовала у 12 спортских дисциплина од укупно 6 спортова у којима су учествовали: Хокеју на леду, уметничком клизању, крос контри, нордијској комбинацији, скијашким скоковима и брзинском клизању. Једина медаља, златна, је освојена у Хокеју на леду, а по први пут Канада је освојила и једну сребрну медаљу и пет бронзаних медаља.
Три Канађана, Алекс Херд, Вилијам Логан и Френк Стак, су у брзинском клизаљу освојили пет медаља, једну сребрну и четири бронзане а Канадски шампион Монтгомери Вилсон је освојио бронзу у уметничком клизању.
По први пут се Хокеј на леду играо у затвореном простору, у дворани, али то није спречило Винипешки хокејашки клуб, који је репрезентовао Канаду да понови успех Канаде са претходних олимпијада, да доминира и освоји златну медаљу. Због финансијске кризе у свету, само су четири нације послале своје представнике на овај турнир: Канада, САД, Немачка и Пољска. Свака репрезентација је играла две утакмиц против сваке са турнира. У утакмици отварања Канада је тек у продужецима савладала репрезентацију САД са резултатом 2:1. То је било последњи пут, све до 2004. године, да су Американци изгубили утакмицу на домаћем терену на олимпијадама. Канаде је даље играла против Немачке и у обе утакмице је победила и то са резултатима 4:1 и 5:0. Против Пољске Канада је такође остварила две победе 9:0 и 10:0. Тиме је задња утакмица против Американаца билаодлучујућа за златну медаљу. Канади је било доста и нерешено док је Американцима била потребна победа да би тиме омогучили још једну утакмицу одлуке за златну медаљу, пошто се гол-разлика није рачунала. 
Американци су до 6 минута пред крај треће трећине водили са 2:1, када је Ромео Риверс пресревши један одбијен пак постигао изједначујући гол. После овога је одиграно чак три продужетака али победник није био одлучен. После трећег продужетка званичници су прекинулу сусрет, прогласили га нерешеним и тиме је Канада са пет победа и једном нерешеном утакмицом постала олимпијски победник. Ово је била четврта узастопна златна медаља у хокеју на леду за Канаду.

### Освојене медаље на ЗОИ
| Освојене медаље канадских спортиста на ЗОИ 1932. |                                                           |       |        |        |        |
| Спортиста                                        | Спорт                                                     | Злато | Сребро | Бронза | Укупно |
| Хокеј на леду                                    | Хокеј на леду, мушки                                      | 1     | 0      | 0      | 1      |
| Александар Херд                                  | Брзо клизање — 1.500 , мушки Брзо клизање — 500 m, мушки   | 0     | 1      | 1      | 2      |
| Вилијам Логан                                    | Брзо клизање — 1.500 , мушки Брзо клизање — 5.000 m, мушки | 0     | 0      | 2      | 2      |
| Монтгомери Вилсон                                | Уметничко клизање — појединачно, мушки                    | 0     | 0      | 1      | 1      |
| Укупно                                           | 3                                                         | 1     | 1      | 5      | 7      |

## Скијашко трчање
Мушки
| Дисциплина | Скијаш        | Трка              | Трка     |
| Дисциплина | Скијаш        | Време             | Позиција |
| ---------- | ------------- | ----------------- | -------- |
| 18         | Џон Кери      | 1'49:03           | 40       |
| 18         | Џон Тејлор    | 1'48:11           | 39       |
| 18         | Бад Кларк     | 1'46:33           | 38       |
| 18         | Хари Пангман  | 1'43:12           | 35       |
| 50 km      | Валтер Рајан  | Није завршио трку | –        |
| 50 km      | Хуберт Даглас | Није завршио трку | –        |
| 50 km      | Кар Енгстад   | 5'19:19           | 16       |

## Уметничко клизање
Мушки
| Клизач            | Дисциплина        | ЦФ | ФС | Позиција | Поена  | Пласман |
| ----------------- | ----------------- | -- | -- | -------- | ------ | ------- |
| Монтгомери Вилсон | Мушки појединачно | 3  | 3  | 24       | 2448.3 | 3.      |

Жене
| Клизач                   | Дисциплина       | ЦФ | ФС | Позиција | Поена  | Пласман |
| ------------------------ | ---------------- | -- | -- | -------- | ------ | ------- |
| Мери Литлџон             | Жене појединачно | 15 | 15 | 101      | 1711.6 | 15      |
| Елизабет Фишер           | Жене појединачно | 13 | 12 | 82       | 1801.0 | 13      |
| Констанца Вилсон-Самјуел | Жене појединачно | 4  | 5  | 28       | 2129.5 | 5       |

Парови
| Клизачи                                    | Поена | Скор | Пласман |
| ------------------------------------------ | ----- | ---- | ------- |
| Френсес Клодет Шанси Бенгс                 | 36    | 68.9 | 6       |
| Констанца Вилсон-Самјуел Монтгомери Вилсон | 35    | 69.6 | 5       |

## Хокеј на леду
| Репрезентација   | Ут | По | Из | Не | ГД | ГП |
| ---------------- | -- | -- | -- | -- | -- | -- |
| Канада           | 6  | 5  | 0  | 1  | 32 | 4  |
| Сједињене Државе | 6  | 4  | 1  | 1  | 27 | 5  |
| Немачка          | 6  | 2  | 4  | 0  | 7  | 26 |
| Пољска           | 6  | 0  | 6  | 0  | 3  | 34 |

| 4. фебруар  | Сједињене Државе | 1:2 OT (0:0,0:1,1:0,0:0,0:1)     | Канада  |
| 6. фебруар  | Канада           | 4:1 (2:0,2:0,0:1)                | Немачка |
| 7. фебруар  | Канада           | 9:0 (2:0,5:0,2:0)                | Пољска  |
| 8. фебруар  | Канада           | 5:0 (2:0,1:0,2:0)                | Немачка |
| 9. фебруар  | Канада           | 10:0 (5:0,1:0,4:0)               | Пољска  |
| 13. фебруар | Сједињене Државе | 2:2 OT (1:1,1:0,0:1,0:0,0:0,0:0) | Канада  |

### Голгетер
| Држава и играч | Ут | Гол | Асист | Поена |
| -------------- | -- | --- | ----- | ----- |
| Валтер Монсон  | 6  | 7   | 4     | 11    |

## Нордијска комбинација
Дисциплине:
- 18  скијашко трчање
- скијашки скокови

Скијашко трчање на 18  и скијашки скокови су били спојени у једну дисциплину, Нордијску комбинацију. Неки скијаши су се пријавили у скијашком трчању појединачно и Нордијској комбинацији, надајући да ће освојити више медаља, међутим број такмичара из једне државе је био ограничен тако да се многи нису могли пријавити. Резултати скијашких скокова су се рачунали само у дисциплини Нордијске комбинације.
| Такмичар      | Дисциплина  | Скијашко трчање | Скијашко трчање | Скијашко трчање | Скијашки скокови | Скијашки скокови | Скијашки скокови | Скијашки скокови | Резултат | Резултат |
| Такмичар      | Дисциплина  | Време           | Поена           | Позиција        | Дистанца 1       | Дистанца 2       | Укупно поена     | Позиција         | Поена    | Позиција |
| ------------- | ----------- | --------------- | --------------- | --------------- | ---------------- | ---------------- | ---------------- | ---------------- | -------- | -------- |
| Артур Гревел  | појединачно | 2'00:18         | 94.50           | 33              | 50.5             | 51.5             | 184.1            | 22               | 278.60   | 30       |
| Хауард Багли  | појединачно | 1'50:35         | 133.50          | 25              | 51.0             | 51.5             | 185.2            | 21               | 318.70   | 24       |
| Рос Вилсон    | појединачно | 1'43:55         | 162.00          | 21              | 40.0 (пао)       | 36.0             | 90.8             | 32               | 252.80   | 31       |
| Жостин Нордмо | појединачно | 1'42:56         | 165.96          | 18              | 53.0             | 52.5             | 201.6            | 9                | 367.56   | 10       |

## Скијашки скокови
| Скакач      | Дисциплина          | Скок 1 (Дуж.) | Скок 1 (Дуж.) | Скок 1 (Дуж.) | Скок 2 (Дуж.) | Скок 2 (Дуж.) | Скок 2 (Дуж.) | Укупно | Укупно  |
| Скакач      | Дисциплина          | Дистанца      | Поена         | Позиција      | Дистанца      | Поена         | Позиција      | Поена  | Пласман |
| ----------- | ------------------- | ------------- | ------------- | ------------- | ------------- | ------------- | ------------- | ------ | ------- |
| Арнолд Стон | Нормална скакаоница | 61.5          | 30.0 (пао)    | 33            | 49.0          | 85.5          | 26            | 115.5  | 29      |
| Лесли Гагње | Нормална скакаоница | 45.0          | 82.5          | 26            | 44.5          | 28.0          | 31            | 110.5  | 30      |
| Жак Ландри  | Нормална скакаоница | 52.5          | 91.7          | 21            | 54.0          | 95.1          | 19            | 186.8  | 20      |
| Боб Лимбурн | Нормална скакаоница | 58.0          | 98.6          | 13            | 51.0          | 93.5          | 22            | 192.1  | 19      |

## Брзо клизање
Мушки
| Дисциплина | Клизач           | Група             | Група    | Финале           | Финале           |
| Дисциплина | Клизач           | Време             | Позиција | Време            | Позиција         |
| ---------- | ---------------- | ----------------- | -------- | ---------------- | ---------------- |
| 500        | Френк Стак       | 44.3              | 1 Q      | н/п              | 4                |
| 500        | Леополд Сивестре | н/п               | 5        | Није се пласирао | Није се пласирао |
| 500        | Вили Логан       | н/п               | 2 Q      | н/п              | 5                |
| 500        | Александар Херд  | 44.9              | 1 Q      | н/п              | 3.               |
| 1500       | Френк Стак       | н/п               | 2 Q      | н/п              | 4                |
| 1500       | Херб Флак        | н/п               | 4        | Није се пласирао | Није се пласирао |
| 1500       | Вили Логан       | н/п               | 2 Q      | н/п              | 3.               |
| 1500       | Александар Херд  | н/п               | 2 Q      | н/п              | 2.               |
| 5000       | Александар Херд  | Није завршио трку | –        | Није се пласирао | Није се пласирао |
| 5000       | Хари Смит        | н/п               | 4 Q      | н/п              | 8                |
| 5000       | Френк Стак       | н/п               | 4 Q      | н/п              | 7                |
| 5000       | Вили Логан       | н/п               | 3 Q      | н/п              | 3.               |
| 10,000     | Марион Макарти   | Није завршио трку | –        | Није се пласирао | Није се пласирао |
| 10,000     | Александар Херд  | 17:56.2           | 1 Q      | н/п              | 7                |
| 10,000     | Вили Логан       | н/п               | 5        | Није се пласирао | Није се пласирао |
| 10,000     | Френк Стак       | н/п               | 2 Q      | н/п              | 3.               |